# Racopilaceae
Racopilaceae är en familj av bladmossor. Racopilaceae ingår i ordningen Bryales, klassen egentliga bladmossor, divisionen bladmossor och riket växter. Enligt Catalogue of Life omfattar familjen Racopilaceae 61 arter.
Kladogram enligt Catalogue of Life:
| Racopilaceae | \| \| Powellia \| \| \| \| \| \| Racopilum \| \| \| \| |
|              | \| \| Powellia \| \| \| \| \| \| Racopilum \| \| \| \| |
|              | Aulacomniaceae                                         |
|              |                                                        |
|              | Bartramiaceae                                          |
|              |                                                        |
|              | Bryaceae                                               |
|              |                                                        |
|              | Catoscopiaceae                                         |
|              |                                                        |
|              | Hypnodendraceae                                        |
|              |                                                        |
|              | Lembophyllaceae                                        |
|              |                                                        |
|              | Meesiaceae                                             |
|              |                                                        |
|              | Mitteniaceae                                           |
|              |                                                        |
|              | Mniaceae                                               |
|              |                                                        |
|              | Pseudoditrichaceae                                     |
|              |                                                        |
|              | Rhizogoniaceae                                         |
|              |                                                        |
|              | Spiridentaceae                                         |
|              |                                                        |
|              | Timmiaceae                                             |
|              |                                                        |
|              | Powellia                                               |
|              |                                                        |
|              | Racopilum                                              |
|              |                                                        |

|  | Powellia  |
|  |           |
|  | Racopilum |
|  |           |